# Conflicto fronterizo entre Yibuti y Eritrea
El Conflicto fronterizo entre Yibuti y Eritrea de 2008, también llamada Guerra de Yibuti y Eritrea, ocurrió del 10 al 13 de junio de 2008, fue el desenlace de la tensión fronteriza reinante desde el 16 de abril de ese año.

## Antecedentes
El acuerdo vigente para las fronteras entre estos países, datado de 1900 especificaba que el límite de la frontera internacional comienza en Cabo Doumeira (Ras Doumeira) en el mar Rojo y tiene una extensión de 1,5 kilómetros a lo largo de la divisoria de aguas de la península. Además, el protocolo de 1900 especificó que la Isla Doumeira, la cual está inmediatamente al comienzo de alta mar, y sus islotes adyacentes más pequeños no se les asignaría la soberanía y permanecerían desmilitarizados.
Yibuti y Eritrea se habían enfrentado dos veces anteriormente en el área fronteriza. En enero de 1935, Italia y Francia firmaron el Acuerdo franco-italiano, donde la Somalía Francesa (Yibuti) se le dio a Italia (Eritrea). Sin embargo, la ratificación de este acuerdo siempre ha estado disputado entre Yibuti y Eritrea. En abril de 1996 casi fueron a la guerra después de que un funcionario de Yibuti acusó a Eritrea de los bombardeos a Ras Doumeira.

## Movimientos eritreos en la región de Ras Doumeira
En enero, Eritrea debería haber solicitado cruzar la frontera con el fin de conseguir la arena de una carretera, pero en vez de eso, ocupó una colina en la región. El 16 de abril, Eritrea informó a Yibuti haber establecido fortificaciones y cavado trincheras en ambos lados de la frontera de Yibuti cerca de Ras Doumeira.
Ante ello, Yibuti, en una carta a la convocatoria de las Naciones Unidas para la intervención, presentó nuevos mapas difundidos por Eritrea mostraron Ras Doumeira como territorio eritreo. Eritrea por su parte negó que tuviera algún problema con Yibuti.
El primer ministro de Etiopía, Meles Zenawi, dijo el 15 de mayo que la fila era una "amenaza a la paz y la seguridad de toda la región del Cuerno de África" y dijo que Etiopía aseguraría su corredor de comercio a través de Yibuti en el caso de un conflicto, ya que Yibuti ha sido el acceso al mar para Etiopía desde la independencia de Eritrea en 1991.
El presidente de Eritrea Issaías Afewerki negó nuevamente haber enviado tropas a la zona y añadió que no tienen ningún problema con Yibuti.

## Enfrentamientos armados

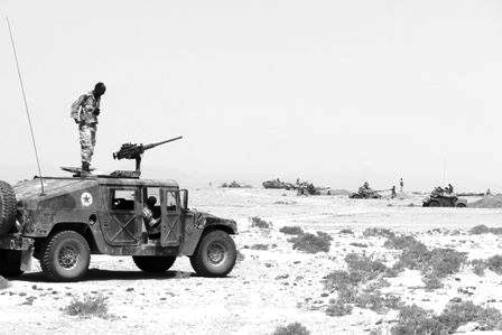
Soldados de Yibuti con armamento ligero motorizado cerca de la frontera durante el conflicto.

El 10 de junio, según Yibuti varias tropas de Eritrea abandonaron sus posiciones y huyeron hacia el territorio de Yibuti. A continuación, las fuerzas de Yibuti fueron atacadas por fuerzas de Eritrea exigiendo el regreso de los desertores. Yibuti llamó a los soldados y policías que se habían retirado desde el año 2004 en respuesta a los enfrentamientos.
Eritrea rechazó el relato de Yibuti y lo calificó como "anti-Eritrea". Un comunicado del Ministerio de Relaciones Exteriores de Eritrea dijo que "no nos involucraremos en una invitación de riñas y actos de hostilidad " y afirmó que Yibuti estaba tratando de arrastrar a Eritrea en su "animadversión inventada".
Según el coronel francés Ducret , soldados franceses en Yibuti proporcionaron apoyo logístico y médico para el ejército de Yibuti, así como proporcionarles servicios de inteligencia.
Los enfrentamientos entre las dos fuerzas continuaron supuestamente durante varios días antes de que Yibuti anunciase el 13 de junio que los combates habían cesado,  pero en el mismo día, el Presidente Guelleh, fue citado por la BBC diciendo que su país estaba en guerra con Eritrea.
44 soldados de Yibuti murieron y 55 resultaron heridos durante los enfrentamientos. Según las estimaciones de Yibuti, 100 soldados eritreos fueron asesinados, 100 capturados y 21 desertaron.

"Siempre hemos tenido buenas relaciones, pero ocuparon parte de nuestro país de forma agresiva. Y es una agresión a la que estaremos respondiendo..."
Declaración del presidente de Yibuti, Guelleh

## Respuesta Internacional
- Liga Árabe:

La Liga Árabe convocó una sesión de emergencia por la lucha y pidió a Eritrea retirar las tropas.
- Francia:

El ministerio de Relaciones Exteriores francés dijo que estaba muy preocupado por los combates. El Ministerio de Defensa francés anunció que estaban aumentando su presencia militar en Yibuti y el aumento de su apoyo para el ejército de Yibuti tras los enfrentamientos fronterizos.
El anuncio también dijo que Francia estaba "preparado para desplegar una base logística de avanzada y una fuerza de tierra cerca de la zona en la que los enfrentamientos tuvieron lugar", y agregó que "el ejército ha intensificado la vigilancia aérea en la frontera para controlar las actividades de las fuerzas de Eritrea". Los informes también indican que las fuerzas navales adicionales están siendo trasladados a la región, así como un equipo adicional de cirujanos militares.
El ministro de Defensa francés Hervé Morin también sostuvo conversaciones con el ministro de Defensa Ougoureh Kifleh Ahmed de Yibuti, con la promesa de reforzar la presencia militar francesa en el país en caso de que haya "una escalada en la fila actual frontera." Además de reafirmar la "gran preocupación de Francia" por los recientes incidentes fronterizos, Morin, según fuentes diplomáticas, ha "tranquilizado su homólogo del apoyo total" de su gobierno, al mismo tiempo pidiendo una solución "diplomática" de la cuestión. Las dos naciones tienen un acuerdo de defensa mutua.
- Organización de las Naciones Unidas:

El Consejo de Seguridad de las Naciones Unidas pidió a ambas partes a ejercer la máxima moderación y restablecer el diálogo.
- Estados Unidos:

El Departamento de Estado de los Estados Unidos emitió un comunicado de prensa condenando la "agresión militar" de Eritrea dijo que representaba "una amenaza adicional a la paz y la seguridad en el ya volátil Cuerno de África" y llamando a Eritrea a aceptar la mediación de terceros en el conflicto de la frontera. Eritrea respondió a la declaración acusando a los EE. UU. de instigar los conflictos en la región. La embajada estadounidense en Yibuti aconsejó a los ciudadanos que no viajen al norte de Yibuti a Ras Doumeira por razones de seguridad.
- Unión Africana:

El Consejo de Paz y Seguridad de la Unión Africana instó a Eritrea y Yibuti a ejercer la máxima moderación y para resolver el conflicto a través del diálogo como la plena cooperación con una misión de la Unión Africana envió a la zona. Sin embargo, Eritrea, a diferencia de Yibuti, no aceptó la misión. Bereket Simon, asesor especial del primer ministro Meles Zenawi de Etiopía dijo a Reuters "Etiopía cree firmemente que esa acción injustificada debe interrumpirse inmediatamente y pacífica y la solución diplomática debe ser buscado para el problema."